# Weiler am See
Weiler am See ist ein Gemeindeteil der Stadt Feuchtwangen im Landkreis Ansbach (Mittelfranken, Bayern). Weiler am See liegt in der Gemarkung Banzenweiler.

## Geografie
Der Weiler liegt am Ransbach, einem rechten Zufluss der Sulzach, in einer flachhügeligen Ebene, die aus Grünland und Ackerflächen besteht. 0,75 km südwestlich liegt das Waldgebiet Rothbergholz auf einer Erhebung der Sulzachrandhöhen, einem Abschnitt der Frankenhöhe. Eine Gemeindeverbindungsstraße führt nach Unterransbach (0,9 km westlich) bzw. die Bundesstraße 25 kreuzend am Krebshof und der Unterrothmühle vorbei zur Staatsstraße 1066 bei Feuchtwangen (1,1 km südöstlich).

## Geschichte
Am 19. Mai 1293 hatte das Feuchtwanger Stift seine Weinberge bei Ahausen am Main für 20 Pfund Heller an das Kloster Seligenporten verkauft. Vom Erlös wurde auf dem Gelände von Weiler (fundus Wiler civitati Fuhtwang adjacens) ein Weiher angelegt, der am 15. Oktober 1376 mit den drei dortigen Gütern an den Nürnberger Burggrafen Friedrich V. für 1150 Pfund Heller verkauft wurde. Im Jahre 1700 gab es dort drei Halbhöfe. Um 1720 ging der Weiher ein.
Weiler am See lag im Fraischbezirk des ansbachischen Oberamtes Feuchtwangen. Im Jahre 1732 bestand der Ort aus 3 Anwesen mit 4 Mannschaften (1 Halbhof mit doppelter Mannschaft, 2 Halbhöfe). Die Grundherrschaft über alle Anwesen hatte das Stiftsverwalteramt Feuchtwangen. Gegen Ende des 18. Jahrhunderts gab es 5 Untertansfamilien. Von 1797 bis 1808 unterstand der Ort dem Justiz- und Kammeramt Feuchtwangen. 
Mit dem Gemeindeedikt (frühes 19. Jahrhundert) wurde Weiler am See dem Steuerdistrikt Breitenau und der Ruralgemeinde Banzenweiler zugeordnet. Im Zuge der Gebietsreform in Bayern wurde Weiler am See am 1. Juli 1971 nach Feuchtwangen eingemeindet.

### Baudenkmal
- Steinkreuz, mittelalterlich; ca. 200 m östlich der Ortschaft, westlich an der Bundesstraße 25[10]

### Einwohnerentwicklung
| Jahr      | 001818 | 001840 | 001861 | 001871 | 001885 | 001900 | 001925 | 001950 | 001961 | 001970 | 001987 |
| Einwohner | 16     | 33     | 26     | 30     | 27     | 29     | 27     | 25     | 18     | 15     | 14     |
| Häuser    | 6      | 6      |        |        | 7      | 5      | 3      | 3      | 3      |        | 3      |
| Quelle    | [ 12 ] | [ 13 ] | [ 14 ] | [ 15 ] | [ 16 ] | [ 17 ] | [ 18 ] | [ 19 ] | [ 20 ] | [ 21 ] | [ 1 ]  |

## Religion
Der Ort ist seit der Reformation evangelisch-lutherisch geprägt und bis heute nach St. Johannis (Feuchtwangen) gepfarrt. Die Einwohner römisch-katholischer Konfession sind nach St. Ulrich und Afra (Feuchtwangen) gepfarrt.